# Путь в тысячу миль
«Путь в тысячу миль» (кит. 千里走单骑, англ. Riding Alone for Thousands of Miles) — китайско-японская драма, снятая режиссёром Чжан Имоу. Премьера фильма состоялась 22 октября 2005 года на Токийском кинофестивале, в китайский прокат лента вышла 22 декабря того же года.

## Сюжет
Гоити Таката, японский рыбак, нелюдимый и суровый человек, после сильной ссоры десять лет не виделся со своим сыном Кэнъити, пока не узнал от его жены Риэ, что тот умирает от рака. Осознав, что вырвал из своей жизни самое дорогое, он решает заслужить прощение и примириться с сыном. Однако тот не желает встречаться с отцом. Невестка передаёт Гоити видеокассету, на которой записана прошлогодняя поездка умирающего сына в Китай. Увидев запись, герой обещает завершить то, что не успел сын — снять фильм о народных певцах китайской провинции Юньнань. Не зная языка и ничего не понимая в режиссуре, старый Таката отправляется в дальний путь — путь к сердцу самого близкого человека в мире.

## В ролях
| Актёр            | Роль           |
| ---------------- | -------------- |
| Кэн Такакура     | Гоити Таката   |
| Синобу Тэрадзима | Риэ Таката     |
| Киити Накаи      | Кэнъити Таката |
| Ли Цзяминь       | Ли Цзяминь     |
| Кэн Накамото     | Электрик       |
| Цзян Вэнь        | Жасмин         |
| Цюй Линь         | Линго          |
| Ян Чжэньбо       | Ян Ян          |

## Награды и номинации
- 2007 — 4 номинации на премию «Золотой петух»: лучший сценарий (Цзоу Цзинчжи), актер второго плана (Цюй Линь), операторская работа (Чжао Сяодин), звук (Тао Цзин).
- 2007 — премия Hong Kong Film Awards за лучший азиатский фильм.
- 2007 — две номинации на премию «Молодой актёр»: лучший международный семейный фильм, лучший молодой актёр или актриса в международном фильме (Ян Чжэньбо).